# Platylister strialis
Platylister strialis är en skalbaggsart som först beskrevs av Sylvain Auguste de Marseul 1864.  Platylister strialis ingår i släktet Platylister och familjen stumpbaggar. Inga underarter finns listade i Catalogue of Life.